# سباستین شوف
سباستین شوف (انگلیسی: Sebastian Schoof؛ زادهٔ ۲۲ مارس ۱۹۸۰) بازیکن فوتبال اهل آلمان است.
از باشگاه‌هایی که در آن بازی کرده‌است می‌توان به باشگاه فوتبال پادربورن، اشپورت فقاند زیگن، باشگاه فوتبال روت وایس اهلن، باشگاه فوتبال بایر ۰۴ لورکوزن، و باشگاه فوتبال روت‌وایس اسن اشاره کرد.